# Каценельсон, Палтиель
Палтиель М. Каценельсон (1898 год, Полоцк, Российская империя — дата и место смерти не известны) — русский эмигрантский писатель, поэт и публицист.

## Биография
Окончил реальную школу во Пскове. Обучался на электротехническом факультете Туринского университета. После возвращения в Россию продолжил своё образование на юридическом факультете Санкт-Петербургского университета.
Начал писать стихотворения с 15 лет. С 1912 года публиковал свои стихотворения, рассказы и литературные статьи в российских газетах. Во время Гражданской войны перебрался в Польшу. Проживал в Варшаве, где стал заниматься литературной деятельностью. В 1929 году получил награду в конкурсе, организованным Русским союзом писателей и журналистов в Польше. В 1930 году занял третьем место за сборник стихотворений. В это же время публиковал литературные статье в газете «За свободу!» и литературном журнале «Утёс». Переехав в Вильно, вступил в литературную группу «Виленское содружество поэтов». В Вильне публиковал свои статьи в местных русских газетах «Время», «Наше время» и «Наша жизнь». В 1930 году его стихотворения были опубликованы в львовском «Сборнике русских поэтов в Польше». В 1935 году вошёл в состав редакционной коллегии Виленского содружества поэтов, которая занималась изданием поэтических сборников членов литературной группы. В 1937 году были опубликованы стихотворения Палтиеля Каценельсона в варшавском сборнике «Антология русской поэзии в Польше». В конце ноября 1940 года газете «Новая жизнь» были опубликованы последние стихотворения Пантиеля Каценельсона «Красным бойцам», «Стихи о Толстом» и «Трудовой марш».
Дальнейшая судьба не известна.